# Браховка
Браховка (укр. Брахівка) — село в Бусской городской общине Золочевского района Львовской области Украины.
Население по переписи 2001 года составляло 236 человек. Занимает площадь 1,668 км². Почтовый индекс — 80525. Телефонный код — 3264.